# 15,5 cm Festungskanone 93 L52 BISON
Die 15,5 cm Festungskanone 93 L52 BISON war das letzte Geschütz der Schweizer Festungsartillerie.
Das System wurde von der Eidgenössischen Konstruktionswerkstätte entwickelt und 1993 in Dienst gestellt (Budget CHF189 Millionen mit Munition). Es bestand pro Stellung aus zwei Bunkern in Monoblock-Bauweise mit je zwei hydraulisch geladenen, wassergekühlten Geschützen (Rohrlänge 52 Kaliber, also 8060 mm) und verschoss die gleiche Munition wie die Panzerhaubitze M109, nämlich Stahlgranaten, Rauchbrandgranaten, Kanistergeschosse (Streumunition) und selbstzielsuchende, intelligente Panzerabwehrmunition (SMArt 155). Als Bunker-Prototyp diente das Artilleriewerk Halsegg.
Das Feuer konnte in Form von fünf Schuss in 25 Sekunden geschossen werden. Eine BISON-Stellung konnte somit innerhalb von 25 Sekunden 20 Granaten abfeuern. Die Reichweite betrug über 30 Kilometer.
Aufgrund des Endes des Kalten Krieges und der Gefährdung durch neue Aufklärungsmittel und präzise, bunkerbrechende Abstandswaffen wurden von den ursprünglich geplanten 23 Stellungen nur acht gebaut. Der letzte Schuss aus einer BISON wurde im Jahr 2011 abgefeuert. Am 14. Februar 2018 entschied der Schweizer Bundesrat, dem Parlament die Verschrottung der Geschütze vorzuschlagen.